# 장담 (전한)
장담(張譚, ? ~ ?)은 전한 후기의 관료로, 자는 중숙(仲叔)이며 낭야군 사람이다.

## 행적
영광 4년(기원전 40년), 광록대부에서 경조윤으로 승진하였으나, 임지를 잘 다스리지 못하여 4년 후 면직되었다.
경녕 원년(기원전 33년), 어사대부 파연수가 병으로 죽었다. 많은 대신들이 후임으로 대홍려 풍야왕을 추천하였고, 과연 원제가 상서(尙書)를 시켜 알아보니 풍야왕의 평가가 으뜸이었다. 그러나 원제는 이렇게 조서를 내렸다.
| “ | 굳세고 곧으며, 사람됨이 분명하고 욕심이 없는 이는 대홍려 풍야왕이다. 분별력 있고 언변이 좋아 두루 유용한 이는 소부 오록충종이다. 청렴하고 검소한 이는 태자소부 장담이다. 고로 장담을 어사대부에 임명한다. | ” |

원제가 장담을 임용하고 풍야왕을 꺼린 것은, 풍야왕이 후궁의 오라비이기 때문이었다.
중서알자령(中書謁者令) 석현이 한창 세도를 부릴 때, 어사대부 장담과 승상 광형은 그의 권세를 두려워하여 아첨하기에 바빴다. 원제의 뒤를 이어 즉위한 성제는 석현을 중태복(中太僕)으로 좌천시켰고, 이때를 노린 장담과 광형은 석현이 예전에 저지른 잘못들을 일러바쳤다. 이에 사례교위 왕존은 오히려 장담 등이 예전에 석현의 눈치를 보았던 것을 지적하며 모두 불충한 자들이라고 비난하였으나, 즉위한 지 얼마 되지 않아 일을 크게 벌이고 싶지 않았던 성제는 불문에 부치고 왕존을 고릉령(高陵令)으로 좌천시켰다.
건시 원년(기원전 32년), 청하도위 풍준이 성제에게 하수의 범람에 대비하여 새로 물길을 틀자고 상주하였다. 장담과 승상 왕상은 예산 부족을 이유로 들어 반대하였고, 치수 사업은 무위에 그쳤다. 3년 후, 정말로 하수가 범람하여 각지에 큰 피해를 입혔고, 장담의 후임 어사대부 윤충이 책임을 물어 자살하기에 이르렀다.
건시 3년(기원전 30년), 자신이 천거한 관리가 죄를 지어 면직되었다.

## 출전
- 반고, 《한서》
  - 권19하 백관공경표 下
  - 권29 구혁지
  - 권76 조윤한장양왕전
  - 권79 풍봉세전

| 전임 성 | 전한의 경조윤 기원전 40년 ~ 기원전 36년 | 후임 왕창 |

| 전임 파연수 | 전한의 어사대부 기원전 33년 ~ 기원전 30년 | 후임 윤충 |